# The Dixie Sweethearts
The Dixie Sweethearts est un orchestre féminin de jazz actif dans les années 1930 aux États-Unis, dirigé par Marjorie Ross et Madge Fontaine. Certaines musiciennes qui le composaient poursuivront leur carrière avec les Harlem Playgirls ou de façon indépendante dans les années 1940. D'autres comme Tiny Davis, Marjorie Pettiford, Vi Burnside et Henrietta Fontaine rejoindront les Darlings of Rhythm,.